# Gorgonocephalus dolichodactylus
Gorgonocephalus dolichodactylus är en ormstjärneart som beskrevs av Döderlein 1911. Gorgonocephalus dolichodactylus ingår i släktet Gorgonocephalus och familjen medusahuvuden. Inga underarter finns listade i Catalogue of Life.